# Geflecktes Johanniskraut
Das Gefleckte Johanniskraut (Hypericum maculatum), auch Kanten-Johanniskraut genannt, ist eine Pflanzenart aus der Gattung der Johanniskräuter (Hypericum) innerhalb der Familie der Johanniskrautgewächse (Hypericaceae).

## Beschreibung
Seine speziellen Kennzeichen sind die auf ganzer Fläche gepunkteten Blüten und die nur wenigen durchscheinenden Drüsen auf den Blättern.

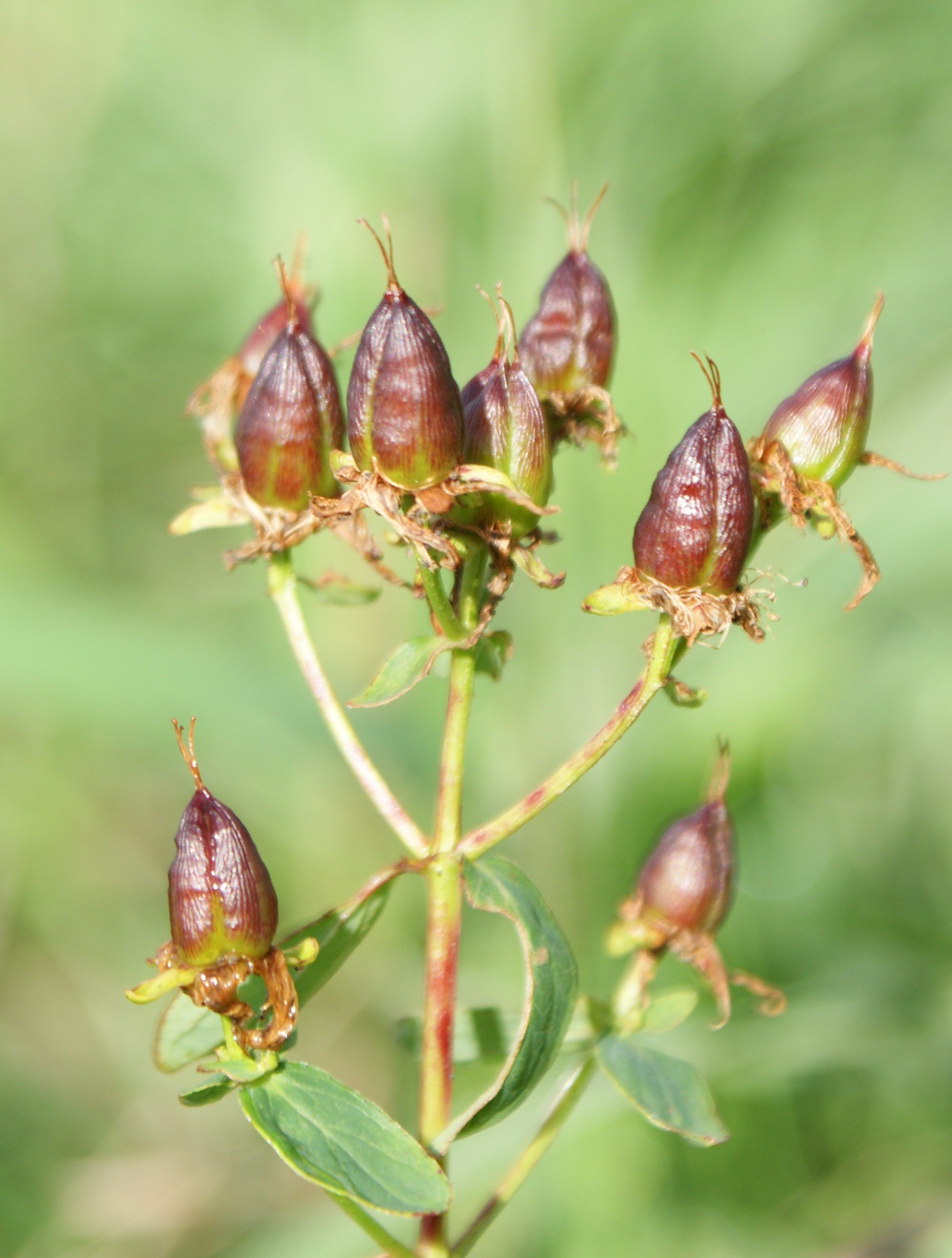
Früchte

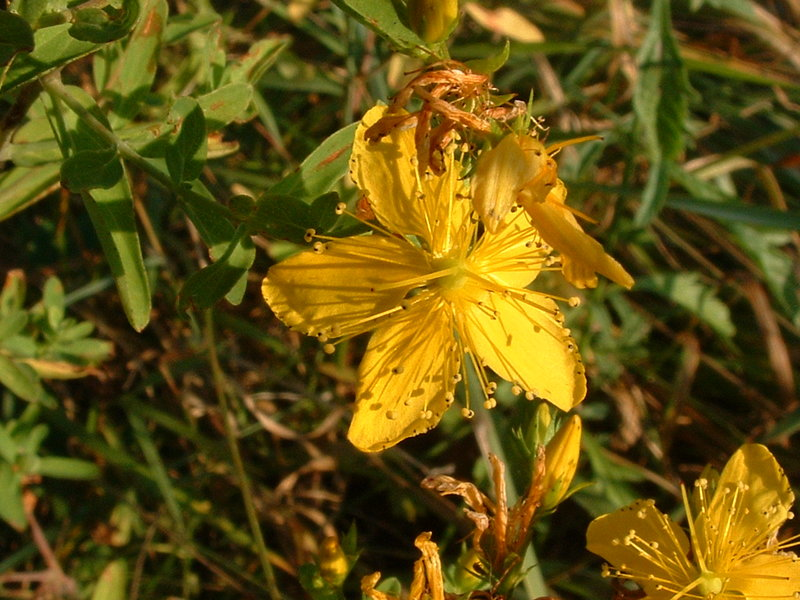
Blüte

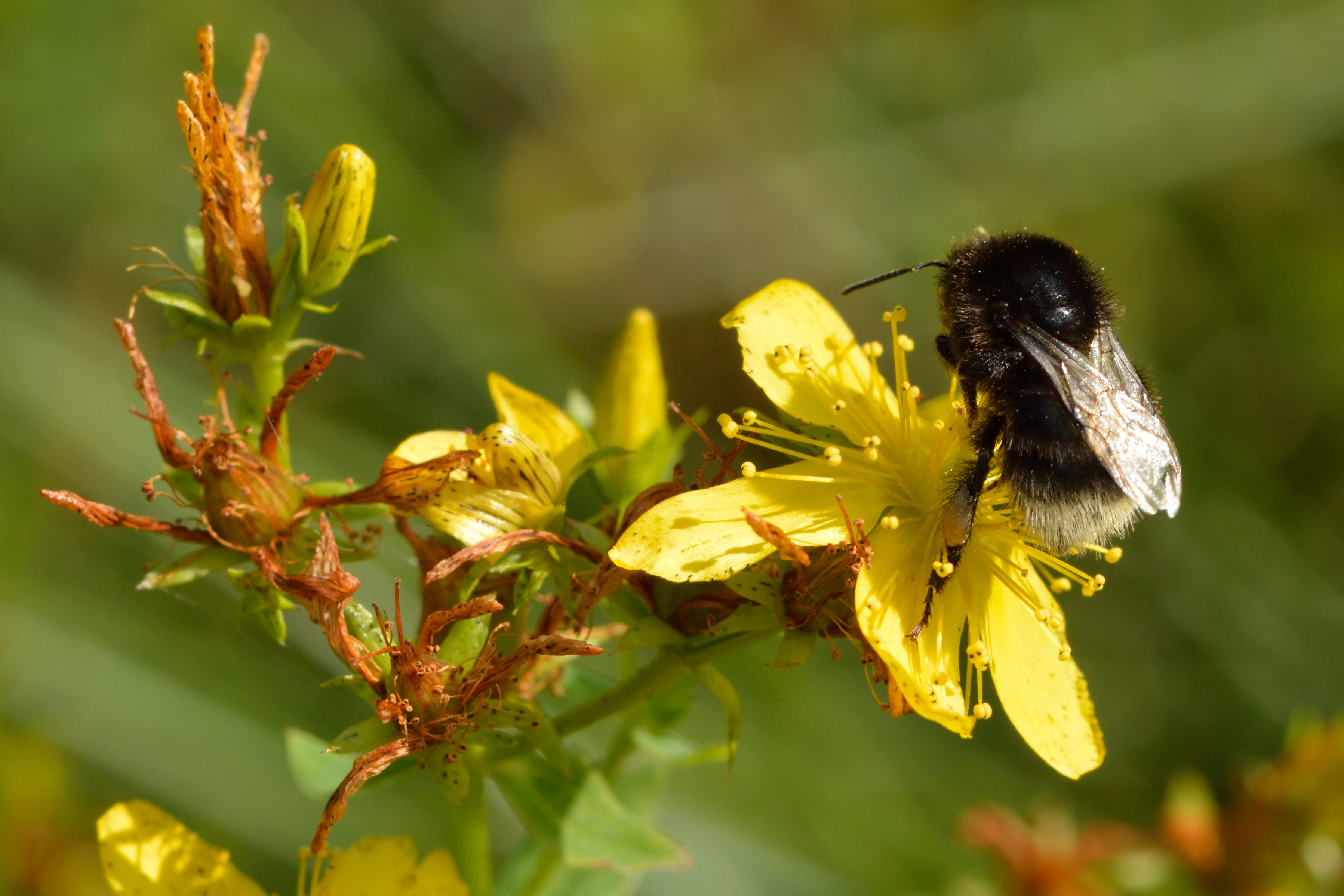
Blütenbesuch und vermutlich Bestäubung durch eine Hummel-Arbeiterin

### Vegetative Merkmale
Das Gefleckte Johanniskraut ist eine ausdauernde, krautige Pflanze, die Wuchshöhen von etwa 25 bis 60, selten 80 Zentimetern erreicht, mit holziger, kriechender Grundachse. Der Stängel ist hohl und vierkantig mit zarten Längsleisten; er ist aufrecht oder aufsteigend und einfach oder im oberen Teil ästig.  Die Äste stehen spitzwinklig oder stumpfwinklig (Unterart subsp. obtusiusculum) vom Stängel ab. Im Gegensatz zu vielen anderen Johanniskraut-Arten sind seine breiten, ovalen Laubblätter nur mit wenigen durchscheinenden Drüsen besetzt. Sie sind sitzend, ganzrandig und vorn stumpf.

### Generative Merkmale
Die Blütezeit reicht von Juni bis August. In einem rispigen Blütenstand stehen zahlreiche Blüten.
Die zwittrigen Blüten sind radiärsymmetrisch mit doppeltem Perianth. Die Kelchblätter sind eiförmig bis rundlich und ganzrandig oder an der Spitze stark buchtig gezähnt.  Die fünf goldgelben und schwarz gefleckten (gepunkteten oder gestrichelten) Kronblätter weisen eine Länge von 10 bis 12 Millimetern auf. Bis zu 100 auffällige Staubblätter sind büschelig gruppiert und zwei Drittel so lang wie die Kronblätter. Der Fruchtknoten ist bereit eiförmig, etwa 9 bis 10 Millimeter lang und reich mit schmalen strichförmigen Längsleisten besetzt. Der Griffel ist ein- bis zweimal so lang wie der Fruchtknoten.  Die Samen sind hell- bis dunkelbraun, an beiden Enden stumpf, feinwarzig und 0,8 bis 1,2 Millimeter lang.

### Chromosomenzahl
Die Chromosomenzahl beträgt 2n = 16, selten 32.

## Vorkommen
Das Gefleckte Johanniskraut ist in Westasien und Europa ohne den Mittelmeerraum verbreitet. Es wächst von der Tiefebene bis in Höhenlagen von 2650 Metern. Als Standort werden eher feuchte Böden, beispielsweise Fettwiesen, Hochstaudenfluren und Waldlichtungen, bevorzugt. Es gedeiht in Gesellschaften der Verbands Violion und der Ordnung Nardetalia. In den Allgäuer Alpen steigt es bis zu einer Höhenlage von 2300 Metern auf, ebenso im Wallis; in Graubünden erreicht die Art im Schanfigg sogar 2650 Meter Meereshöhe.

## Systematik
„Taxonomisch werden mehrere Unterarten mit verschiedenen Synonymen unterschieden. Hypericum maculatum und Hypericum perforatum bilden einen sehr variablen Sippenkomplex. Die taxonomische Bedeutung heller Öldrüsen in den Blättern („durchsichtige Punktierung“) ist unklar.“ (Zitat aus FloraWeb). Die in Deutschland unterschiedenen Unterarten sind:
- Gewöhnliches Geflecktes Johanniskraut (Hypericum maculatum Cr. subsp. maculatum, Syn.: Hypericum maculatum Cr.): Der kahle, aufrechte Stängel ist durchgehend vierkantig ungeflügelt und hohl. Sie kommt von Europa bis Sibirien vor.[7] Die Chromosomenzahl ist 2n = 16.[4]

Die ökologischen Zeigerwerte nach Landolt et al. 2010 sind für diese Unterart in der Schweiz: Feuchtezahl F = 3+w (feucht aber mäßig wechselnd), Lichtzahl L = 3 (halbschattig), Reaktionszahl R = 2 (sauer), Temperaturzahl T = 2 (subalpin), Nährstoffzahl N = 3 (mäßig nährstoffarm bis mäßig nährstoffreich), Kontinentalitätszahl K = 3 (subozeanisch bis subkontinental).
- Bastard-Johanniskraut (Hypericum maculatum subsp. desetangsii (Lamotte) A. Fröhl., Syn.: Hypericum × desetangsii Lamotte): Diese Halblichtpflanze gedeiht in Europa[7] in mäßigwarmen bis warmen Seeklima auf stark wechselfeuchten Böden. Die Chromosomenzahl ist 2n = 16.[4] Sie wird als Hybride angesehen: Hypericum maculatum ×  Hypericum perforatum.[7]

Die ökologischen Zeigerwerte nach Landolt et al. 2010 sind für diese Unterart in der Schweiz: Feuchtezahl F = 3+w (feucht aber mäßig wechselnd), Lichtzahl L = 3 (halbschattig), Reaktionszahl R = 4 (neutral bis basisch), Temperaturzahl T = 3+ (unter-montan und ober-kollin), Nährstoffzahl N = 3 (mäßig nährstoffarm bis mäßig nährstoffreich), Kontinentalitätszahl K = 2 (subozeanisch).
- Hypericum maculatum subsp. immaculatum (Murb.) A.Fröhl.: Sie kommt auf der Balkanhalbinsel vor.[7]
- Stumpfblättriges Geflecktes Johanniskraut (Hypericum maculatum subsp. obtusiusculum (Tourl.) Hayek): Diese Unterart ist ähnlich Hypericum maculatum subsp. maculatum aber der Stängel ist oben nur zweikantig und Blätter sind ohne Öldrüsen. Der Blütenstand ist breiter ausladend und die Äste stehen stumpf winklig am Stängel. Die Kronblätter werden bis zu 15 mm lang und sind unterseitig mit längeren, schwarzen Strichen und weniger Punkten besetzt. Die Chromosomenzahl ist 2n = 32.[4] Diese Unterart gedeiht in West- und Mitteleuropa[7] besonders in Gesellschaften des Verbands Filipendulion.[4]